# Blåsäv
Blåsäv (Schoenoplectus tabernaemontani) är en växtart i familjen halvgräs.
Arten förekommer i stora delar av Eurasien, Nordamerika, norra Centralamerika samt i centrala Sydamerika, norra Afrika, östra Australien och Nya Zeeland. Den hittas i låglandet och i bergstrakter. Blåsäv hittas vid fuktiga ställen intill floder och insjöar, i träskmarker och på marskland som tidvis översvämmas med bräckt vatten.
För beståndet är inga hot kända. Hela populationen anses vara stabil. IUCN listar arten som livskraftig (LC).